# تپه توپخانه خرم‌آباد سفلی
تپه توپخانه خرم‌آباد سفلی مربوط به دوران‌های تاریخی پس از اسلام است و در شهرستان روانسر، روستای خرم‌آباد سفلی واقع شده است. این تپه در مرکز روستا واقع شده و مشرف بر روستا است. به گفته اهالی روستا این تپه مرکز حکومت حاکمان محلی منطقه بوده و هشت تپه دیگر که الان نیز به صورت نصفه ونیمه باقی‌ماندهاند برای محافظت ا ز آن تعبیه شده‌اند و این اثر در تاریخ ۲۳ شهریور ۱۳۸۲ با شمارهٔ ثبت ۱۰۱۵۷ به‌عنوان یکی از آثار ملی ایران به ثبت رسیده است.